# Milena Olszewska
Milena Magdalena Olszewska (ur. 21 maja 1984 w Czarnkowie) – polska niepełnosprawna łuczniczka, dwukrotna brązowa medalistka igrzysk paraolimpijskich, mistrzyni świata i Europy.

## Życiorys
Urodziła się z niedorozwojem prawej nogi, w wieku 15 lat kończyna ta została amputowana. Ukończyła studia pedagogiczne w Państwowej Wyższej Szkole Zawodowej w Gorzowie Wielkopolskim, została zatrudniona w biurze Gorzowskiego Związku Sportu Niepełnosprawnych „Start”.
W 2007 zaczęła trenować łucznictwo, szkoliła ją Alicja Bukańska, następnie trenerem został Ryszard Bukański. W 2009 debiutowała na mistrzostwach świata, zajmując w drużynie 5. miejsce. W 2012 debiutowała na Letnich Igrzyskach Paraolimpijskich w Londynie, zdobywając brązowy medal w konkurencji indywidualnej łuku olimpijskiego (stojąc).
W 2013 wywalczyła mistrzostwo świata w mikście (w parze z Piotrem Sawickim), na tych samych zawodach zajęła trzecie miejsce indywidualnie. W 2013 była klasyfikowana na pierwszym miejscu rankingu światowego niepełnosprawnych łuczniczek. W 2014 i 2016 zdobywała w mikście mistrzostwo Europy, na tych samych zawodach zajmowała odpowiednio 2. i 3. miejsce w turnieju indywidualnym. W 2016 na Letnich Igrzyskach Paraolimpijskich w Rio de Janeiro wywalczyła indywidualnie brązowy medal w łuku olimpijskim (w rozgrywanej tym razem kategorii open). W 2018 została mistrzynią Europy w turnieju indywidualnym, a także wicemistrzynią Europy w turnieju drużynowym. W 2019 wywalczyła indywidualnie srebrny medal mistrzostw świata. W 2021 uczestniczyła w igrzyskach paraolimpijskich w Tokio. W 2022 zdobyła brązowe medale indywidualnie oraz w mikście na mistrzostwach świata. W tym samym roku w parze z Łukaszem Ciszkiem wywalczyła złoty medal mistrzostw Europy w Rzymie. W 2023 zajęła indywidualnie drugie miejsce na mistrzostwach świata.

## Odznaczenia
Odznaczona Brązowym (2013) oraz Srebrnym (2016) Krzyżem Zasługi.